# Easley (South Carolina)
Easley  ist eine  Stadt (city) im US-Bundesstaat South Carolina. Das U.S. Census Bureau hat bei der Volkszählung 2020 eine Einwohnerzahl von 22.921 ermittelt. Sie ist Teil der Greenville-Mauldin-Easley Metropolitan Statistical Area. Der größte Teil der Stadt liegt im Pickens County und ein sehr kleiner Teil der Stadt liegt im Anderson County.

## Geschichte
Im Jahr 1791 wurde der Washington District von der staatlichen Legislative aus dem ehemaligen Cherokee-Territorium gegründet. Rockville wurde ebenfalls 1791 gegründet, aber 1792 in Pickensville umbenannt. Pickensville wurde zum Distriktsitz des Washington District, der damals aus den Countys Greenville und Pendleton bestand. Im Jahr 1798 wurde der Washington District in die Distrikte Greenville und Pendleton aufgeteilt. Im Jahr 1828 wurde der Pendleton District weiter aufgeteilt, wobei der obere Teil zum Anderson County und der untere zum Pickens County wurde, benannt nach Andrew Pickens.
Colonel Robert Elliott Holcombe wurde zu einem Mitbegründer der Stadt, indem er als Farmer und Holzmühlenbesitzer in der Gegend begann. Seine landwirtschaftlichen Unternehmungen ermöglichten es ihm, 1845 den Lagerraum als erstes Geschäft in der Gegend zu eröffnen. Der Namensgeber der Stadt war William King Easley. Easley wurde 1825 in Pickens County, South Carolina, geboren. Easley und vier andere aus Greenville vertraten die Gegend um Greenville in der South Carolina Secession Convention. Als der Amerikanische Bürgerkrieg ausbrach, stellte Easley eine Kompanie Kavallerie aus den Bezirken Greenville und Pickens auf. Während des Krieges diente Easley als Major in der konföderierten Armee.
Nach dem Bürgerkrieg wurde Easley ein lokaler Anwalt und überredete die Atlanta and Charlotte Air Line Railway durch Pickensville zu etablieren, indem er 100.000 Dollar aufbrachte, um in die Eisenbahn zu investieren. Holcombe gilt als der erste Bürger von Easley. Er baute das erste Wohnhaus und das Bahndepot der Stadt aus der Holzfabrik seiner Familie. Holcombe wurde der erste Bürgermeister der Stadt und war auch der erste Vertreter des Eisenbahndepots. Die Stadt Easley wurde 1873 gechartert. Damals war man sich einig, dass sie Holcombe oder Holcombetown heißen sollte, aber Col. Holcombe sagte, dass er Holcombe nicht für einen sehr attraktiven Namen hielt und dass Easley besser klang. Das Postamt von Pickensville wurde 1875 zum Postamt von Easley. Die Eisenbahn verwandelte Easley in eine blühende Textilstadt. Der Bau der U.S. Route 123 trug dazu bei, den Einzelhandel und neue Unternehmen in Easley anzusiedeln, so dass der Ort weiter wachsen konnte.

## Demografie
Zur Volkszählung im Jahr 2020 (United States Census 2020) lebten in Easley 22.921 Menschen in 9032 Haushalten. Die Bevölkerung setzt sich aus rund 85 % Weißen und 12 % Afroamerikanern zusammen, dazu kommen geringe Anteile weiterer oder doppelter Ethnizitäten. Das mittlere Haushaltseinkommen lag bei 38.617 US-Dollar.